# قطعنامه ۳ شورای امنیت
قطعنامه ۳ شورای امنیت سازمان ملل متحد که در تاریخ ۴ آوریل ۱۹۴۶ تصویب شد، سندی بین‌المللی دربارهٔ بحران ایران و اشغال خاک ایران توسط شوروی است. این قطعنامه با اشاره به اینکه خروج نیروهای شوروی از ایران طبق معاهده سه جانبه دولت شوروی، بریتانیا و دولت ایران عملی نیست، تاکید می ورزد که خروج نیروهای شوروی از ایران در اسرع وقت ممکن انجام شود و تمام کشورهای عضو سازمان در این مسئله همکاری کنند و مسائلی را مانع اجرای سریع آن می‌شود را به اطلاع شورای امنیت برسانند. این قطعنامه طی نشست ۳۰ام با ۹ موافق، ۰ مخالف و ۱ ممتنع و یک غایب تصویب شد. شوروی در رای گیری غایب بود و استرالیا به این قطعنامه رای ممتنع داد.

## متن قطعنامه
- متن انگلیسی در en.wikisource.org
- متن فارسی در ویکی نبشته